# Saab 2000
O Saab 2000 é uma aeronave turbo-hélice sueco capaz de cruzar a velocidades acima de 665 km/h (360 kt).

## Desenvolvimento e Design

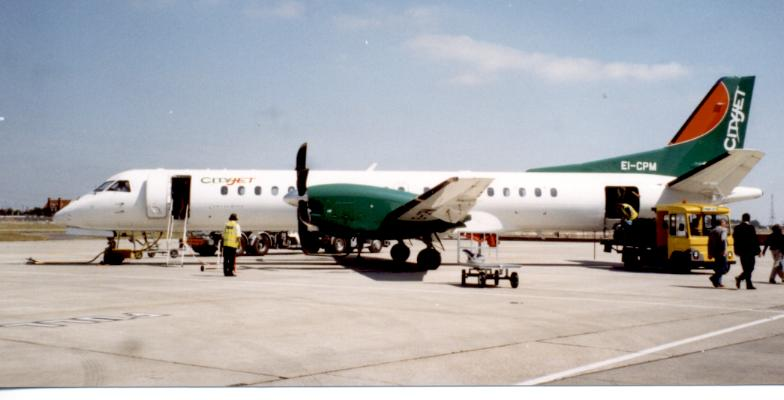
Saab 2000 da CityJet em Dublin partindo para o Aeroporto London City. Agosto de 1998

A Saab decidiu construir o 2000 em dezembro de 1988 percebendo a demanda por aeronaves turbo-hélice de alta velocidade no momento, podendo chegar a velocidades de aeronaves a jato, mantendo ainda a eficiência provinda dos motores turbo-hélice. O Saab 2000 fez seu primeiro voo em 26 de março de 1992 e entrou em serviço de Linha Aérea regular em 1994, alguns meses após sua certificação pela Joint Aviation Authorities (JAA - Europa) em março e pela Federal Aviation Administration (FAA - Estados Unidos) em Abril.
O Saab 2000 tem uma envergadura 15% maior que o Saab 340, e sendo ainda 7,55 m mais comprido, comportando até 50 passageiros. O 2000 foi a primeira aeronave comercial a usar o turbo-hélice Rolls-Royce AE 2100, de 4,591 shp (então construído pela Allison Engine Company), movimentando seis pás de hélice Dowty Rotol. Um motor foi montado em cada asa, como no 340, porém, com os motores mais distantes da fuselagem do que no anterior.

## Produção e Serviço Operacional

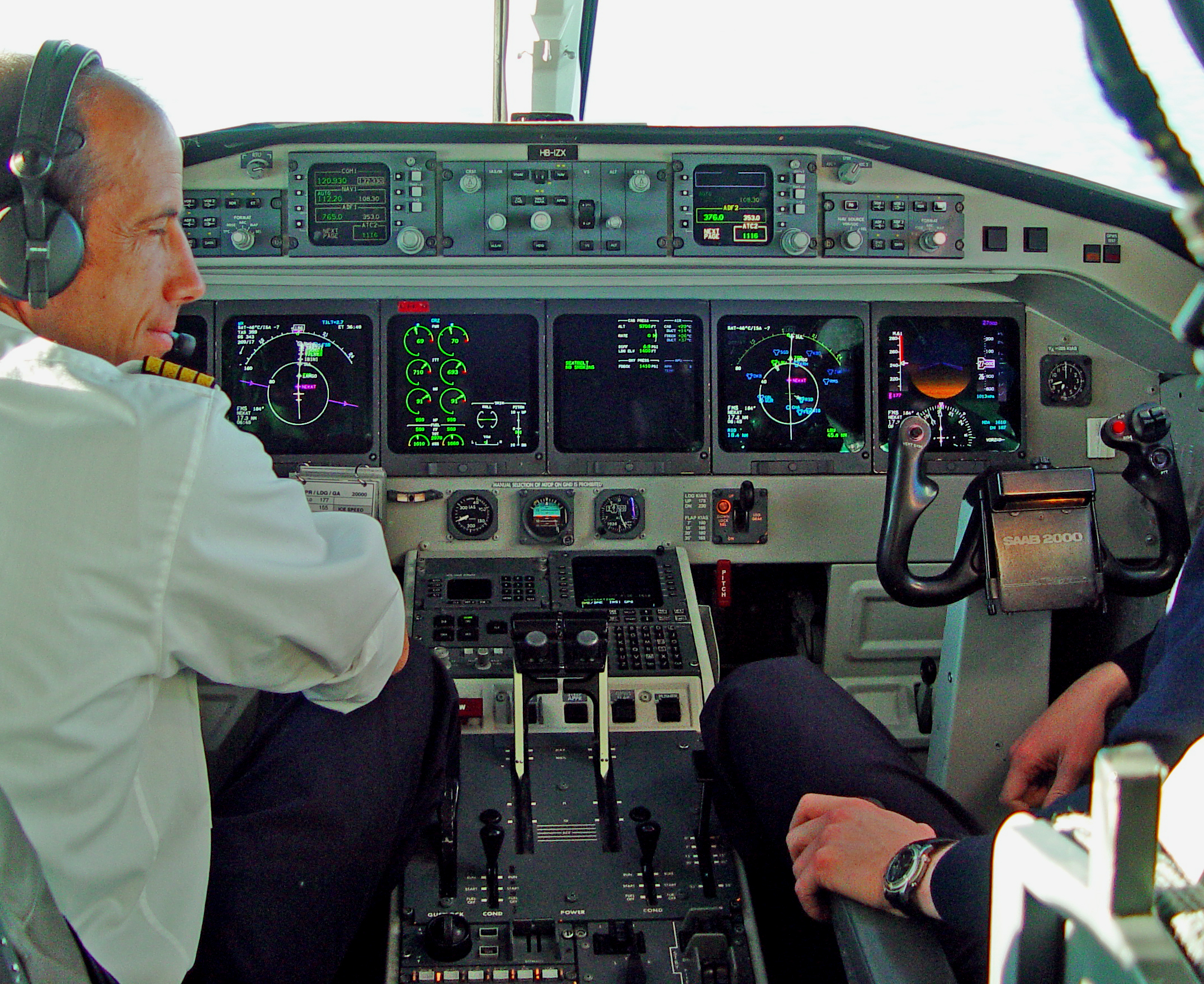
Cabine do Swiss HB-IZX Saab 2000

As vendas do Saab 2000 foram bastante limitados. O maior comprador inicial foi a Crossair, uma empresa aérea regional que tinha a Swissair com 56% de participações. A Crossair pediu 34 aeronaves e ainda estava operando-as até 2005. Devido à demanda limitada, a Saab cessou a produção do Saab 2000 em 1999.
No ano de 2000, 54 Saab 2000 continuaram em serviço. A razão primária das poucas vendas foi o sucesso das aeronaves low-cost recém lançadas como o Bombardier CRJ e a família do Embraer ERJ 145, o que dava melhor performance e conforto do passageiro pelo mesmo preço básico. Algumas pequenas empresas, incluindo a Eastern Airways no Reino Unido, adquiriram posteriormente os 2000 com um valor mais baixo e operavam-nos em rotas regionais, onde muitas vezes havia poucos passageiros.
Em junho de 2006, o Paquistão finalizou a compra de seis Saab 2000 para serem equipados com o Erieye radar da Saab-Ericsson e o sistema Airborne Early Warning. Revisado em maio de 2007 devido à renegociação com o Governo do Paquistão, apenas cinco aeronaves seriam entregues, e quatro destas equipadas com o sistema Erieye. No dia 3 de abril de 2008, o primeiro Saab 2000 Erieye AEW&C foi apresentado para os oficiais da Força Aérea Paquistanesa durante uma cerimônia na Suécia.

## Modelos
- Saab 2000: Turbo-Hélice Regional de 50 assentos
- Saab 2000FI: Aeronave de Inspeção de Voo para o Serviço de Aviação Civil do Japão. Dois foram produzidos.
- Saab 2000 Erieye AEW&C: Modelo modificado com o radar Erieye acoplado e sistemas de missões associadas.

## Operadores

### Operadores Civis

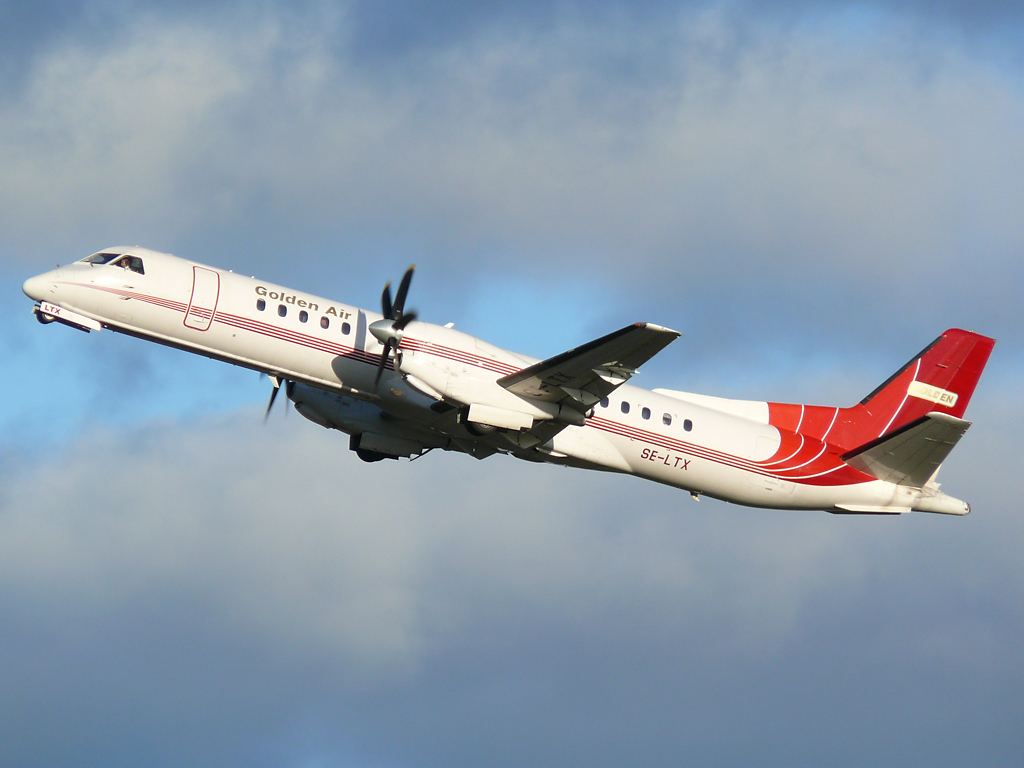
Saab 2000 da Golden Air.

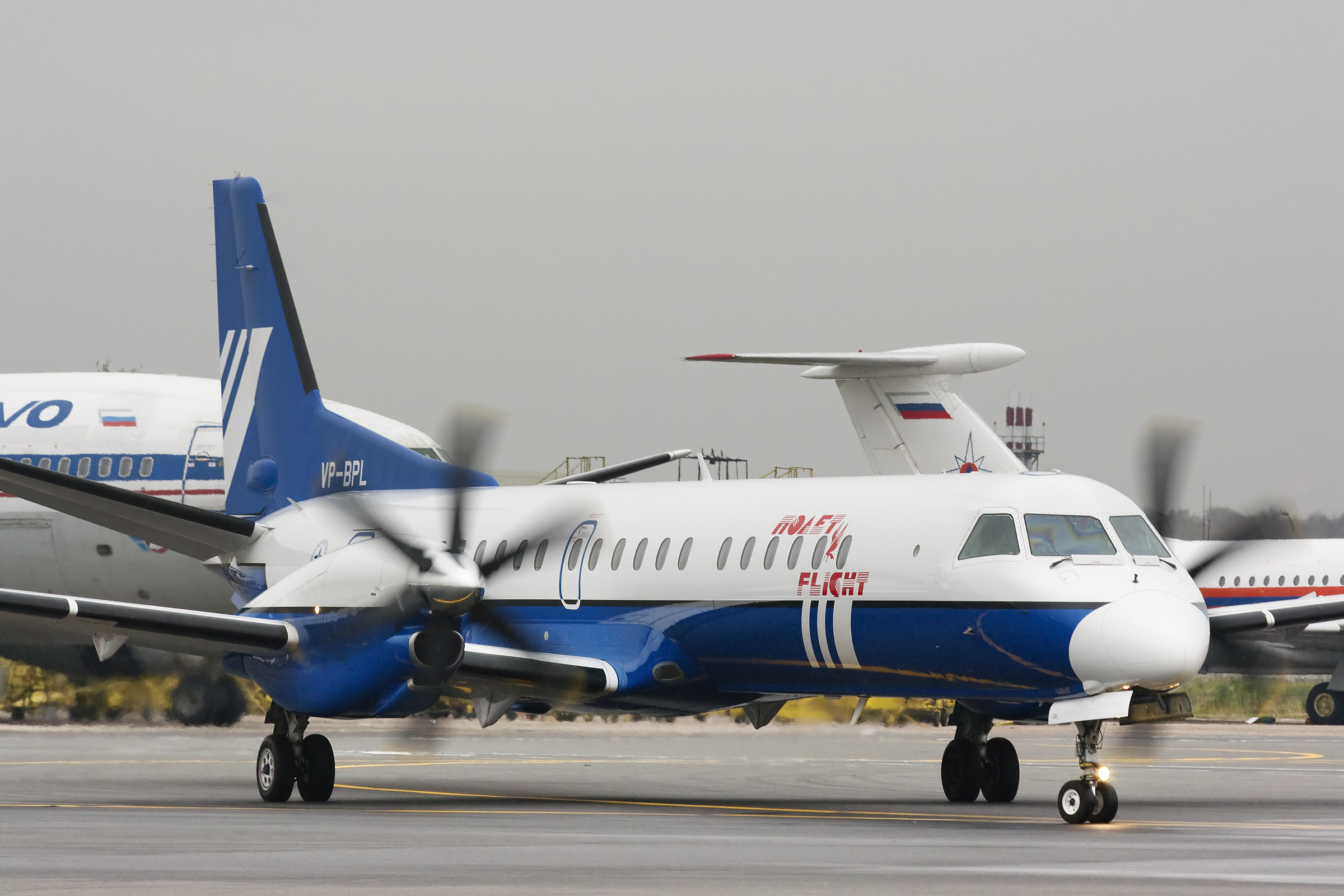
Saab 2000 da Polet Airlines.

Lista de frota do Saab 2000 em abril de 2008, disponibilizado pela Saab Aircraft Leasing:
- Carpatair (14)
- Darwin Airline (6)
- Eastern Airways (8)
- FlyLAL (5)
- Ginn Racing (2)
- Golden Air da Suécia (2)
- Hendrick Motor Sports (3)
- Serviço de Aviação Civil do Japão (2)
- Joe Gibbs Racing (2)
- Moldavian Airlines (2)
- Ostfriesische Lufttransport (3)
- Polet Airlines (6)
- Östersundsflyg (Golden Air da Suécia) (1)

Três aeronaves foram desmontadas (#001-#003), e outras duas foram amortizadas (#047, #053).

### Operadores Militares
Paquistão

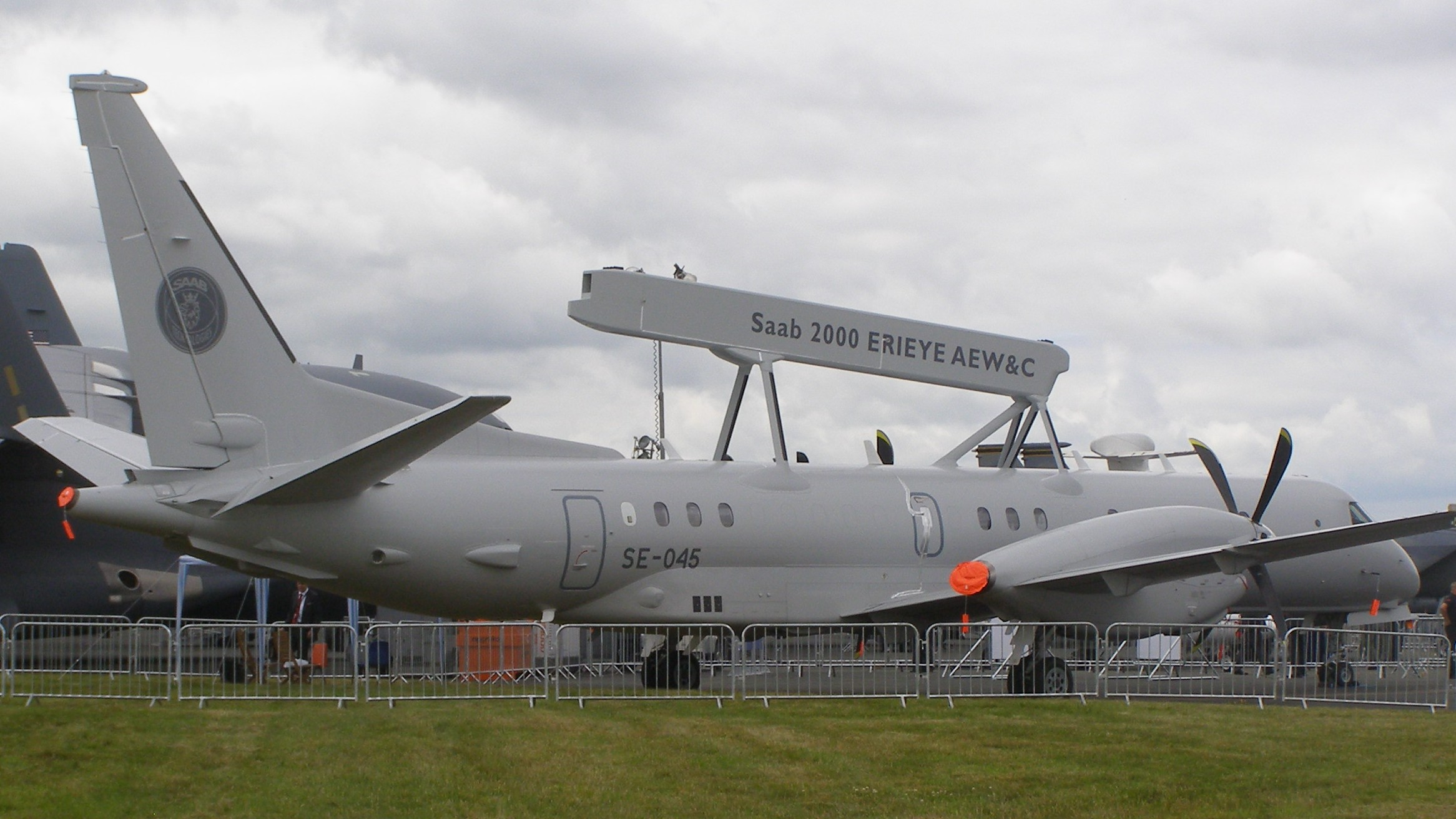
Farnborough 2008 com o radar Erieye

- Força Aérea Paquistanesa - 5 Saab 2000, incluindo 4 modelos AEW&C com o radar Erieye e sistemas associados.[1][2]

## Especificações

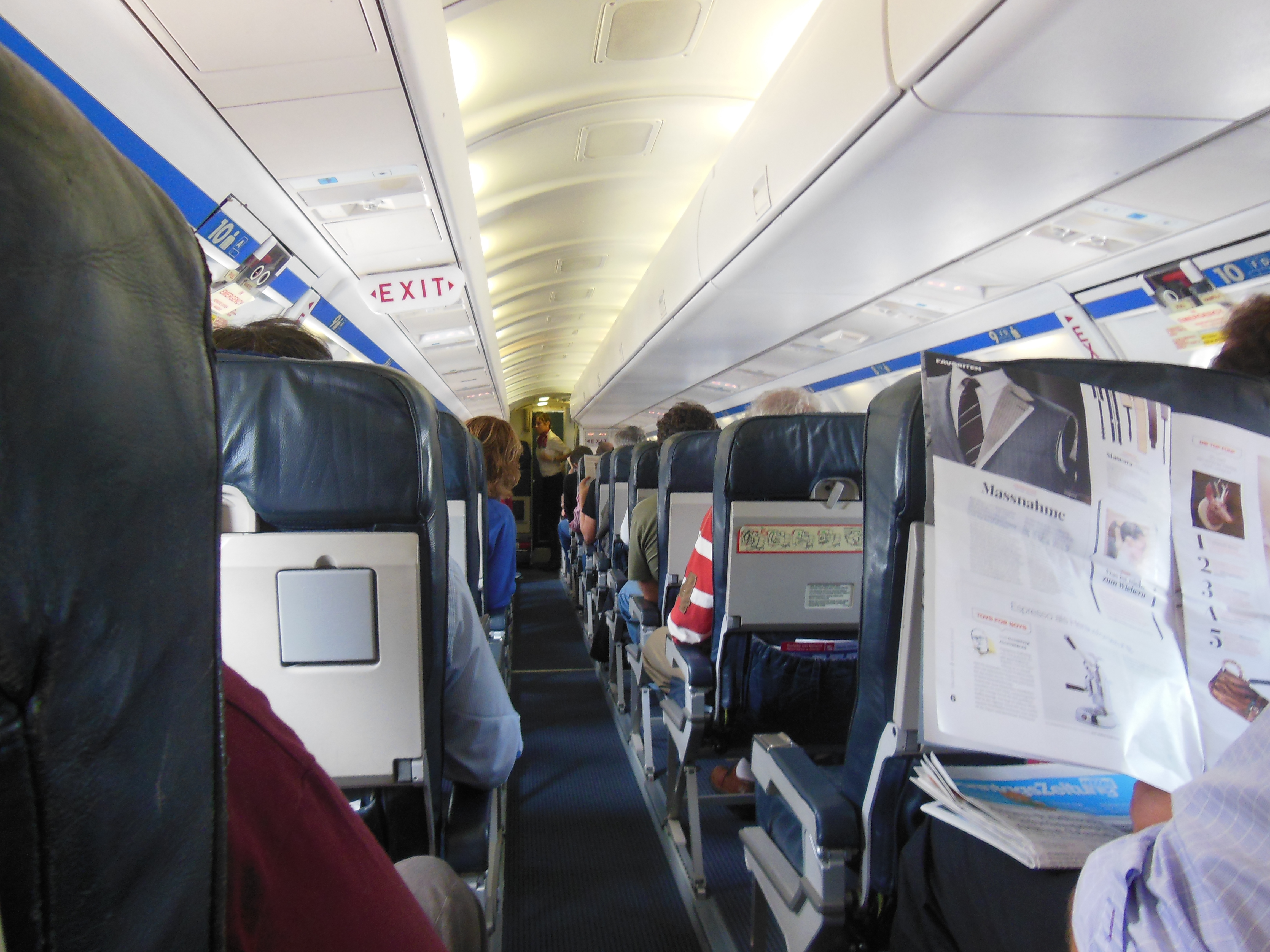
Interior de um Saab 2000.

### Características Gerais
- Tripulação: 3 a 4
- Capacidade: Acomodação normal para 50 passageiros, disposição de fileiras 1+2, com afastamendo de 81 cm. Acomodação Máxima para 58 passageiros, mesma disposição, com afastamendo de 76 cm, com galley e armário reposicionados.
- Comprimento: 27,28 m
- Envergadura: 24,76 m
- Altura: 7,73 m
- Área: 55,7 m²

### Motorização
- Motor: Rolls-Royce Allison AE-2100
- Tipo do Motor: Turbo-Hélice
- Número de motores: 2
- Potência (cada) 3,096 kW (4,152shp)
- Hélice: Hélices com seis pás de velocidade constante Dowty

### Performance
- Velocidade de Cruzeiro: 682 km/h (424 mph, 368kts)
- Altitude Ideal de Cruzeiro: 25.000 ft
- Alcance: 3.334 km (1.800 nm, 2.071 mi)
- Teto Operacional: 31.000 ft (9.448,8m)
- Razão de Subida inicial: 2.250 ft/min (11.4 m/s)

### Aviônicos
- Suíte de Aviônicos Rockwell Collins Pro Line 4 com processador integrado (IAP)

### Aeronaves Similares
- Antonov An-24/Xian Y-7/Xian MA60
- Antonov An-140
- ATR 72
- BAe ATP
- Bombardier Dash 8
- CASA CN-235/EADS CASA C-295
- Ilyushin Il-114